# Quicabo
Quicabo – miasto w Angoli, w prowincji Bengo.